# Passy-Grigny
Pour les articles homonymes, voir Passy et Grigny.
Passy-Grigny est une commune française, située dans le département de la Marne en région Grand Est. Elle partie de la région naturelle du Tardenois.
La commune est historiquement formée de deux villages distincts, Grigny à l'ouest et Passy à l'est, séparés par la Semoigne. 
Commune rurale, hors attraction des villes, Passy-Grigny est membre de la communauté de communes des Paysages de la Champagne, à qui elle a transféré un certain nombre de compétences (notamment en matière d'eau et de déchets).
Au dernier recensement de 2022, la commune comptait 373 habitants appelés Passiats-Grigniats et Passiates-Grigniates. Son économie est particulièrement tournée vers la viticulture.
Son patrimoine architectural comprend notamment son église Saint-Pierre-Saint-Paul et son ancienne commanderie templière. Son patrimoine naturel comprend quant à lui une zone naturelle d'intérêt écologique, faunistique et floristique, celle des bois de la vallée de la Semoigne.

## Géographie

### Localisation
Passy-Grigny se trouve à l'ouest du département de la Marne, en région Grand Est, à la limite avec le département de l'Aisne et la région Hauts-de-France.
La commune de Passy-Grigny s'étend sur une superficie de 1 199 hectares. Elle appartient à la région agricole du Tardenois.
Par la route, Passy-Grigny se situe à 76 km de Châlons-en-Champagne, préfecture, à 28 km d'Épernay, sous-préfecture, à 33 km de Reims, plus grande ville du département, et à 7 km de Dormans, bureau centralisateur du canton de Dormans-Paysages de Champagne dont dépend Passy-Grigny depuis 2015. La commune fait en outre partie du bassin de vie de Dormans.
Passy-Grigny est limitrophe de 6 communes :
|            | Sainte-Gemme | Villers-Agron-Aiguizy, Anthenay |
| Champvoisy | Passy-Grigny | Vandières                       |
|            | Verneuil     |                                 |

### Géologie et relief
Sur son territoire, l'altitude varie de 80 à 224 mètres.

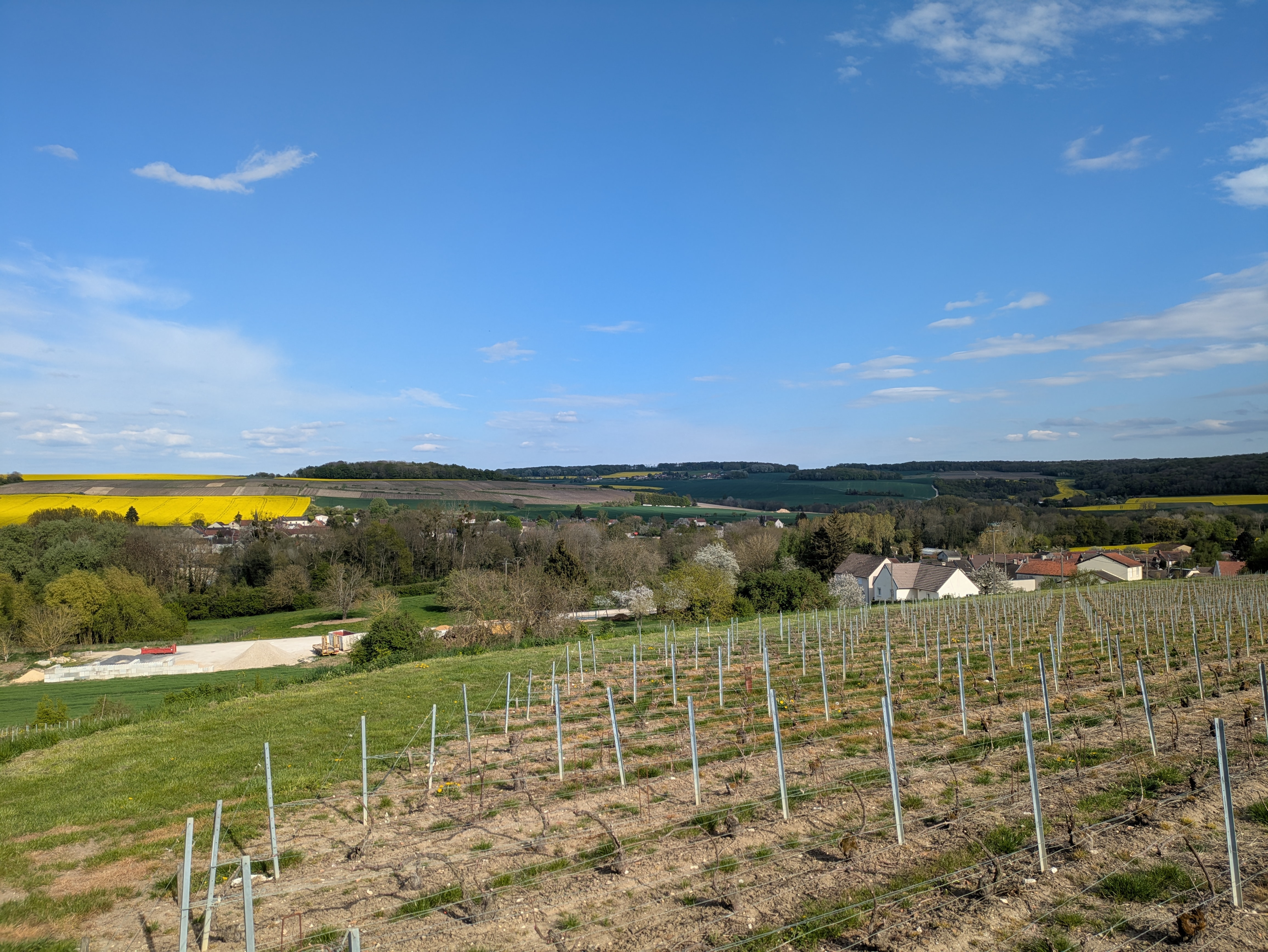
Vue de Passy (à gauche) et de Grigny (à droite), dans la vallée de la Semoigne, depuis le lieu-dit le Tournant.

Au centre de la commune, le village principal est divisé par la Semoigne avec Grigny à l'ouest et Passy à l'est. Le village est dominé par le Saule Tillieux (187 m) au nord-est et le Bois de Bouillon au sud-ouest. Le point culminant de la commune se trouve au lieu-dit les Feuilleux, au nord-ouest de la commune, au-dessus de la vallée du ruisseau de Champvoisy et des hameaux de La Colleterie et les Rosiers. Au sud-est, le hameau de Pareuil domine le vallon de la Brandouille, affluent de la Semoigne.
Du point de vue géologique, la région du Tardenois est composée d'une multitude couches affleurantes. À Passy-Grigny, le plateau limoneux a en effet été entaillé par la Semoigne et la Brandouille, qui ont mis à nu plusieurs couches géologiques distinctes.

### Hydrographie
La commune est dans la région hydrographique « la Seine de sa source au confluent de l'Oise (exclu) » au sein du bassin Seine-Normandie. Elle est drainée par la Semoigne, le ruisseau de Champvoisy, la Brandouille, le ru de Vandières, le ruisseau de la Fontaine des Pres et divers autres petits cours d'eau,.
La Semoigne, d'une longueur de 17 km, prend sa source dans la commune de Romigny et se jette  dans la Marne à Verneuil, après avoir traversé six communes. Les caractéristiques hydrologiques de la Semoigne sont données par la station hydrologique située sur la commune de Passy-Grigny. Le débit moyen mensuel est de 0,581 m3/s. Le débit moyen journalier maximum est de 11,5 m3/s, atteint lors de la crue du 22 mars 2001. Le débit instantané maximal est quant à lui de 24,6 m3/s, atteint le 10 février 2020.

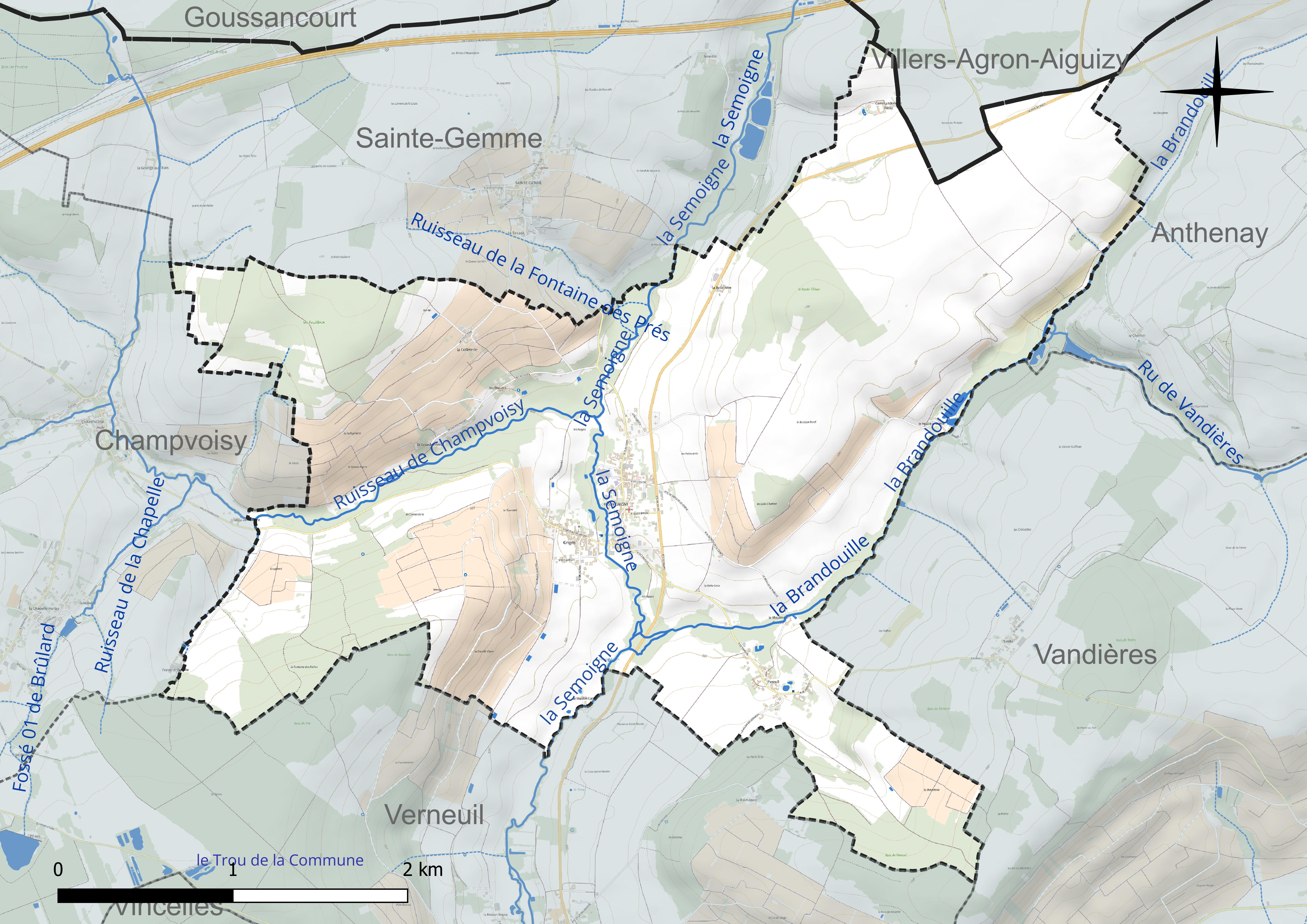
Réseau hydrographique de Passy-Grigny.

### Climat
Pour des articles plus généraux, voir Climat du Grand Est et Climat de la Marne.
En 2010, le climat de la commune est de type climat océanique dégradé des plaines du Centre et du Nord, selon une étude du Centre national de la recherche scientifique s'appuyant sur une série de données couvrant la période 1971-2000. En 2020, Météo-France publie une typologie des climats de la France métropolitaine dans laquelle la commune est exposée à un climat océanique altéré et est dans la région climatique  Nord-est du bassin Parisien, caractérisée par un ensoleillement médiocre, une pluviométrie moyenne régulièrement répartie au cours de l’année et un hiver froid (3 °C).
Pour la période 1971-2000, la température annuelle moyenne est de 10,7 °C, avec une amplitude thermique annuelle de 15,7 °C. Le cumul annuel moyen de précipitations est de 722 mm, avec 11,6 jours de précipitations en janvier et 8,5 jours en juillet. Pour la période 1991-2020, la température moyenne annuelle observée sur la station météorologique de Météo-France la plus proche, « Chambrecy-Civc », sur la commune de Chambrecy à 12 km à vol d'oiseau, est de 10,7 °C et le cumul annuel moyen de précipitations est de 734,0 mm. 
La température maximale relevée sur cette station est de 40,3 °C, atteinte le 25 juillet 2019 ; la température minimale est de −22,1 °C, atteinte le 17 janvier 1985,,.
Les paramètres climatiques de la commune ont été estimés pour le milieu du siècle (2041-2070) selon différents scénarios d'émission de gaz à effet de serre à partir des nouvelles projections climatiques de référence DRIAS-2020. Ils sont consultables sur un site dédié publié par Météo-France en novembre 2022.

### Milieux naturels et biodiversité

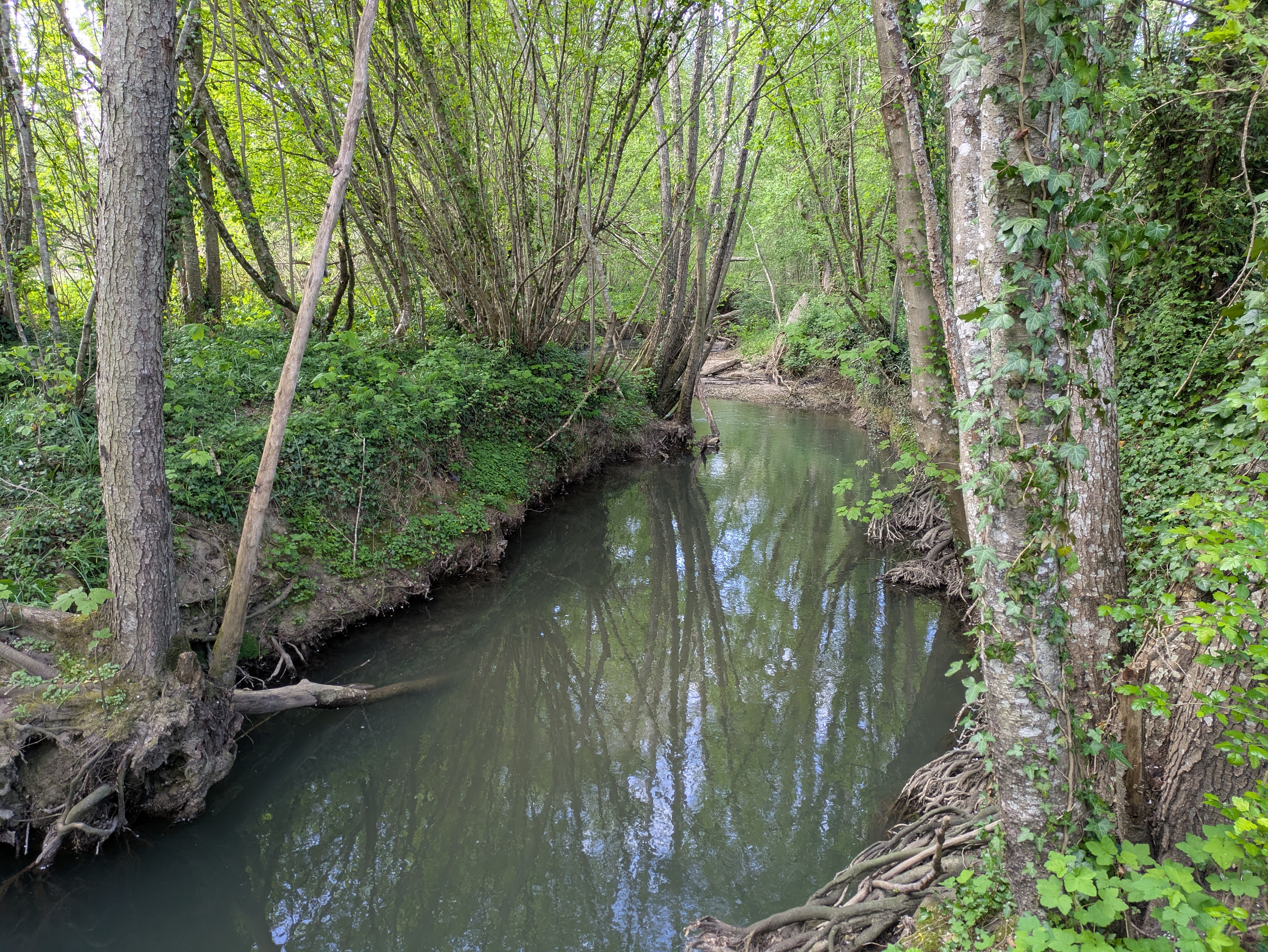
La Semoigne, au bout de la rue de la Héronnière, dans la ZNIEFF « les bois de la vallée de la Semoigne à Passy-Grigny et Sainte-Gemme ».

L'Inventaire national du patrimoine naturel (INPN) recense 398 espèces sur le territoire de la commune, dont 31 espèces protégées et 12 espèces menacées.
Passy-Grigny compte une zone naturelle d'intérêt écologique, faunistique et floristique (ZNIEFF) de type I : « les bois de la vallée de la Semoigne à Passy-Grigny et Sainte-Gemme ». Cette ZNIEFF s'étend sur 89 hectares autour de la Semoigne et de son affluent le ruisseau de Champvoisy. Ses bois sont composés d'une chênaie-charmaie calcicole sur les pentes de la vallée, d'une forêt alluviale de type aulnaie-frênaie plutôt épargnée par la populiculture et, dans ses zones marécageuses, d'une aulnaie à grandes herbes (magnocariçaies, mégaphorbiaies et roselières). La zone comprend également des praires et des étangs piscicoles. Elle accueille plusieurs espèces végétales rares dans la région (l'anémone fausse-renoncule, la jacinthe des bois, l'orchis négligé, le perce-neige, la scille à deux feuilles) ainsi que de nombreux odonates, amphibiens et oiseaux.

## Urbanisme

### Typologie
Au 1er janvier 2024, Passy-Grigny est catégorisée commune rurale à habitat dispersé, selon la nouvelle grille communale de densité à sept niveaux définie par l'Insee en 2022.
Elle est située hors unité urbaine et hors attraction des villes,.

### Occupation des sols
L'occupation des sols de la commune, telle qu'elle ressort de la base de données européenne d’occupation biophysique des sols Corine Land Cover (CLC), est marquée par l'importance des territoires agricoles (72,1 % en 2018), en diminution par rapport à 1990 (74 %). La répartition détaillée en 2018 est la suivante : terres arables (46,8 %), forêts (25,1 %), cultures permanentes (18 %), zones agricoles hétérogènes (4,6 %), zones urbanisées (2,9 %), prairies (2,7 %).
L'évolution de l’occupation des sols de la commune et de ses infrastructures peut être observée sur les différentes représentations cartographiques du territoire : la carte de Cassini (XVIIIe siècle), la carte d'état-major (1820-1866) et les cartes ou photos aériennes de l'IGN pour la période actuelle (1950 à aujourd'hui).

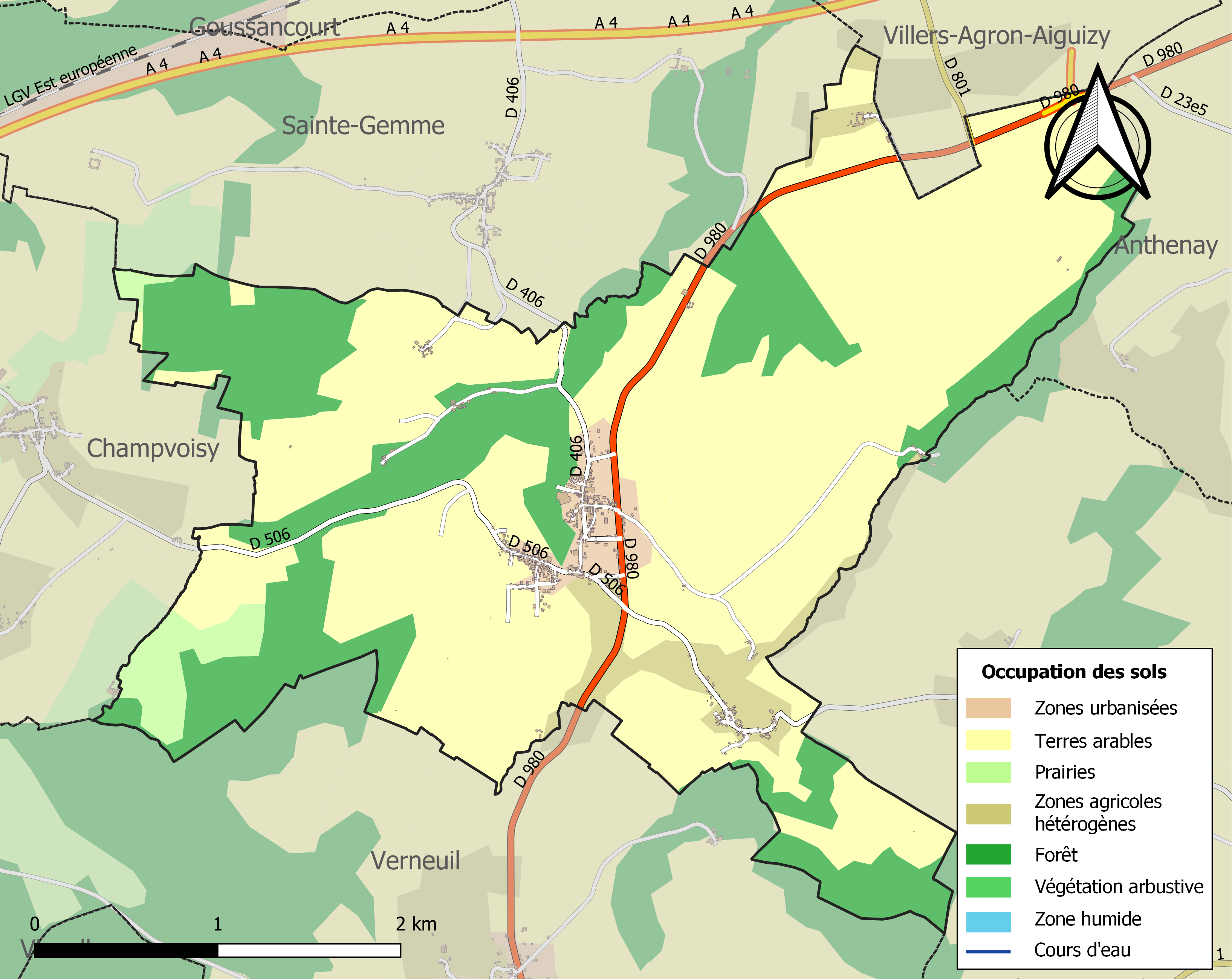
Carte des infrastructures et de l'occupation des sols de la commune en 2018 (CLC).

### Morphologie rurale, hameaux et écarts

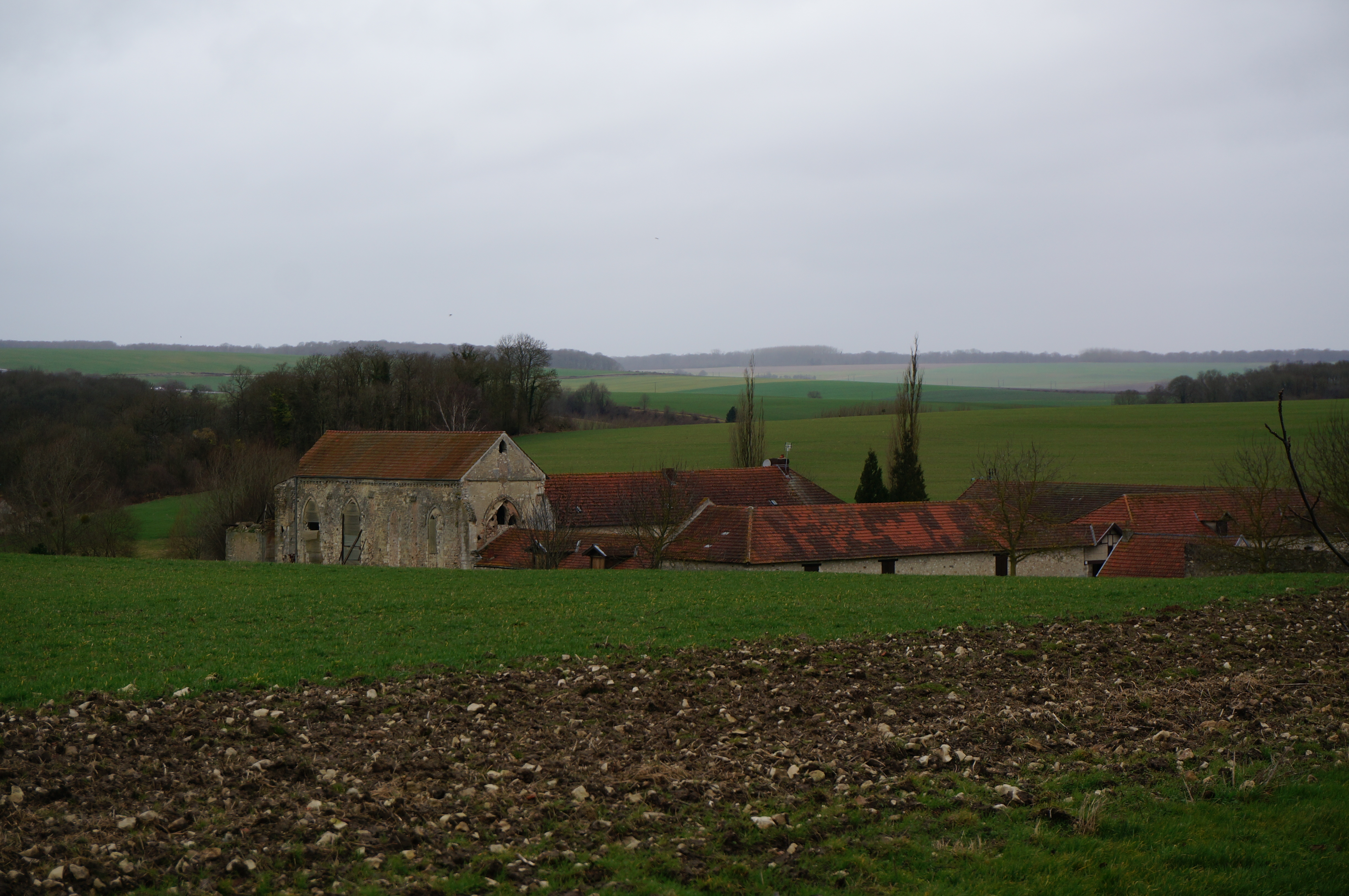
Le hameau le Temple, ancienne commanderie, dans son fond de vallon.

Passy-Grigny est historiquement formée de deux villages distincts, séparés par la Semoigne. À l'ouest, Grigny s'est formé sur un axe est-ouest. À l'est, Passy ressemble davantage à un bourg, plus groupé. Avec le temps, les deux villages tendent à se rapprocher même si une coupure reste visible.
Outre les villages de Passy et Grigny, la commune compte plusieurs hameaux et écarts : Pareuil et le Moulin de Pareuil au sud-est, le Moulin Carré au sud, la Gourdonnerie, la Colleterie et les Rosiers au nord-ouest, la Belle Idée et le Temple au nord ainsi que le Moulin le Comte à l'est. À l'exception de la Colleterie, ces hameaux et écarts se trouvent également en cœur de vallée.
D'anciens écarts, notamment mentionnés sur la carte de Cassini, ne sont plus habités : la Chênardrie au sud-ouest, la Galopinerie à l'ouest et Coupigny au nord-est.

### Planification
Les règles d'urbanisme sur le territoire de Passy-Grigny sont déterminées par le schéma de cohérence territoriale d'Épernay et sa Région (SCoTER) approuvé le 5 décembre 2018 et par le plan local d'urbanisme approuvé par le conseil municipal de Passy-Grigny le 23 janvier 2018.

### Habitat et logement
En 2021, Passy-Grigny compte 219 logements. Ces logements sont à 97 % des maisons ; la commune ne comptant que 6 appartements. En raison de la prévalence des maisons, les résidences principales de Passy-Grigny disposent en moyenne de 5 pièces.
Le bâti ancien est composé de fermes traditionnelles, construites en pierre calcaire souvent couverte d'enduit et donnant parfois sur une cour intérieure, de maisons bloc ou à travées accolées, construites dans la longueur avec des matériaux similaires aux fermes, ainsi que des maisons de village, généralement construites sur deux niveaux dans des matériaux pouvant différer. Le bâti moderne est essentiellement constitué de pavillons.
Le tableau ci-dessous présente une comparaison de quelques indicateurs chiffrés du logement pour Passy-Grigny, la communauté de communes des Paysages de la Champagne (CCPC), le département de la Marne et la France entière :
|                                                            | Passy-Grigny | CCPC   | Marne   | France     |
| ---------------------------------------------------------- | ------------ | ------ | ------- | ---------- |
| Ensemble des logements                                     | 219          | 11 470 | 300 919 | 37 155 918 |
| Part des résidences principales (en %)                     | 77,1         | 80,9   | 87,5    | 82,2       |
| Part des résidences secondaires (en %)                     | 5,8          | 5,8    | 3,4     | 9,7        |
| Part des logements vacants (en %)                          | 17,0         | 13,4   | 9,1     | 8,1        |
| Part des propriétaires de leur résidence principale (en %) | 82,0         | 76,4   | 52,2    | 57,5       |

À Passy-Grigny, en 2021, 77,1 % des logements sont des résidences principales, 5,8 % des résidences secondaires et 17,0 % des logements vacants. Par ailleurs, 82,0 % des ménages sont propriétaires de leur résidence principale. Passy-Grigny se démarque alors par un nombre supérieur à la moyenne de logements vacants et de ménages propriétaires de leur résidence principale.
Parmi les 169 résidences principales construites avant 2019, 26,3 % avaient été construites avant 1919, 20,3 % entre 1919 et 1945, 18,6 % entre 1946 et 1970, 21,6 % entre 1971 et 1990, 8,7 % entre 1991 et 2005 et 4,6 % depuis 2006.
Le tableau ci-dessous présente l'évolution du nombre de logements sur le territoire de la commune, par catégorie, depuis 1968 :
|                        | 1968 | 1975 | 1982 | 1990 | 1999 | 2010 | 2015 | 2021 |
| ---------------------- | ---- | ---- | ---- | ---- | ---- | ---- | ---- | ---- |
| Résidences principales | 143  | 145  | 155  | 156  | 163  | 168  | 164  | 169  |
| Résidences secondaires | 17   | 21   | 30   | 25   | 21   | 12   | 18   | 13   |
| Logements vacants      | 18   | 22   | 26   | 21   | 30   | 12   | 38   | 37   |
| Total                  | 178  | 188  | 211  | 202  | 214  | 193  | 220  | 219  |

### Voies de communication et transports
L'ancienne route nationale 380 (RD980), entre Dormans et Reims, passe à l'est du village. Elle permet de rejoindre l'autoroute A4 et sa sortie no 21, située sur la commune voisine de Villers-Agron-Aiguizy. Passy est traversée par la route départementale 406, qui part vers le nord en direction de Sainte-Gemme. Grigny est traversée par la route départementale 506 qui part vers l'ouest en direction de Champvoisy.
La gare la plus proche est la gare de Dormans.

### Risques naturels et technologiques
Le territoire de Passy-Grigny est vulnérable à différents risques naturels et technologiques. La commune est dans l'obligation d'élaborer et publier un document d'information communal sur les risques majeurs ainsi qu'un plan communal de sauvegarde.
La commune est concernée par les risques de mouvements de terrain. Passy-Grigny est comprise dans le périmètre du plan de prévention des risques « glissement de terrain de la Côte d'Ile-de-France - secteur de la vallée de la Marne tranche 3 » approuvé en 2014. La commune est également concernée par le risque d'inondation par remontée de nappe. Elle a fait l'objet de plusieurs arrêtés reconnaissant l'état de catastrophe naturelle pour des inondations et/ou coulées de boue (en 1987, 1999 et 2000).
Passy-Grigny est affectée par le phénomène de retrait-gonflement des argiles (risque fort). Le risque sismique est très faible sur son territoire. De même, le potentiel radon de la commune est faible.
La commune compte par ailleurs un site potentiellement concerné par la pollution des sols, une forge.

## Toponymie

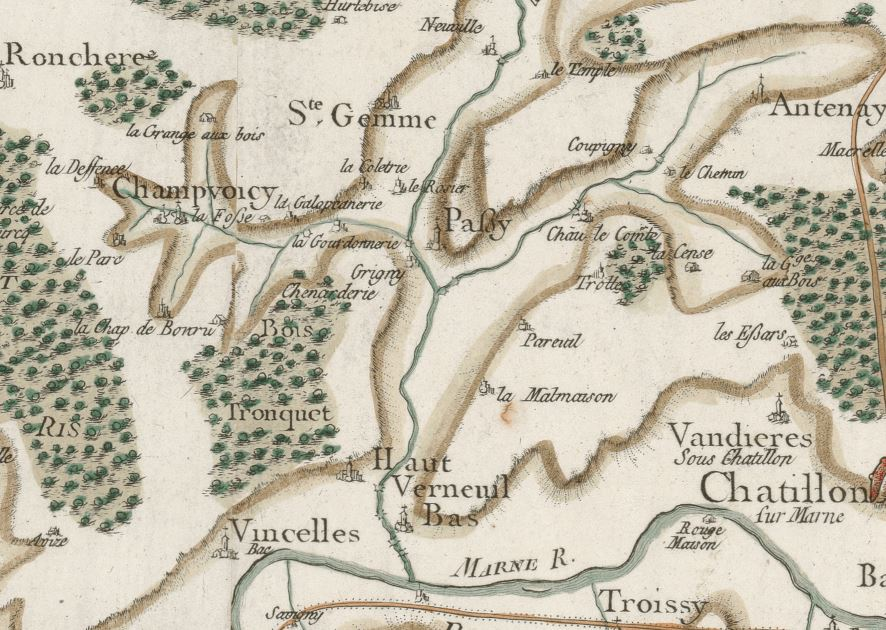
Passy et ses environs sur la carte de Cassini.

La commune porte le nom de Passy-Grigny depuis la Révolution française.
Passy est attesté sous les formes Paci (1177) ; Pasceium (1214) ; « Fratres milicie Templi de Paciaco » (1242) ; Pasci (1242) ; Paciacum Templi (1280) ; Pacy (1388) ; Pacy soubz Sainte-Gemme (1394) ; Passi soubz Saincte-Jame (1396) ; L'hospitail de Passy (1486) ; Passy soubz Saincte-Gemme en Tardenois (1531) ; Passy-Sainte-Jame (1602) ; Passy-Grigny ou Passy-Ste-Gemme ; Passiacum ad Grigniacum, ad Sanctam Gemmam (1783). Au cours de l'histoire, son nom a ainsi pu faire référence au village voisin de Sainte-Gemme (ou Sainte-Jame).
Grigny est attesté sous la forme Grigny dès 1372. 
Le hameau de Pareuil est quant à lui mentionné dès le XIIIe siècle : Paroil (vers 1222) ; Parolium (1223) ; Parueil (1224) ; Parrueil ou Perrueil (1395) ; Pareul (1508).

## Histoire
À Passy-Grigny, il y a eu :
- un château à Grigny ;
- une maladrerie, qui sous Louis XIV a été absorbée par une fondation commune avec les hôpitaux environnants.

### Les Templiers et les Hospitaliers
La commanderie grandira jusqu'à 300 arpents de terre à labour, 270 arpents de bois, d'un vivier, des droits de faire paître, de prendre une charretée de bois, de haute justice et de justice seigneuriale sur le domaine. La possession d'une maison à Châtillon, de fermes à Sarcy-en-Tardenois et d'une rente de 20 setiers de vin.
Lors de la dévolution des biens de l'ordre du Temple Jean de Crotoy, précepteur de cette maison fut interrogé au cours du procès de l'ordre du Temple. La commanderie passe aux Hospitaliers de l'ordre de Saint-Jean de Jérusalem après le procès des Templiers qui se font confirmer les droits précédents contre Lambert de Neuville, « grueirer du vidâme de Châlons en décembre 1338 » ou contre le seigneur de Bazoches pour le droit à prendre une charretée de bois en la forêt de Coulonges à chaque journée. Les guerres du XVe siècle qui ravagèrent la région virent les revenus de la commanderie baisser grandement ; le chapitre provincial de l'ordre du 20 juin 1470 que présidait Bertrand de Cluys constatait l'impossibilité de maintenir un frère commandeur et rattachait la commanderie à celle de Reims alors que jusque-là elle se rattachait à celle du Mont de Soissons

## Politique et administration

### Rattachements administratifs et électoraux

#### Rattachements administratifs
La commune se trouve dans l'arrondissement d'Épernay au sein du département de la Marne et de la région Grand Est.  Avant le 31 mars 2017, la commune était rattachée à l'arrondissement de Reims.
Passy-Grigny faisait partie depuis 1793 du canton de Châtillon-sur-Marne. Dans le cadre du redécoupage cantonal de 2014 en France, cette circonscription administrative territoriale a disparu, et le canton n'est plus qu'une circonscription électorale.

#### Rattachements électoraux
Pour les élections départementales, la commune fait partie depuis 2014 du canton de Dormans-Paysages de Champagne.
Pour l'élection des députés, elle fait partie de la deuxième circonscription de la Marne.

### Intercommunalité

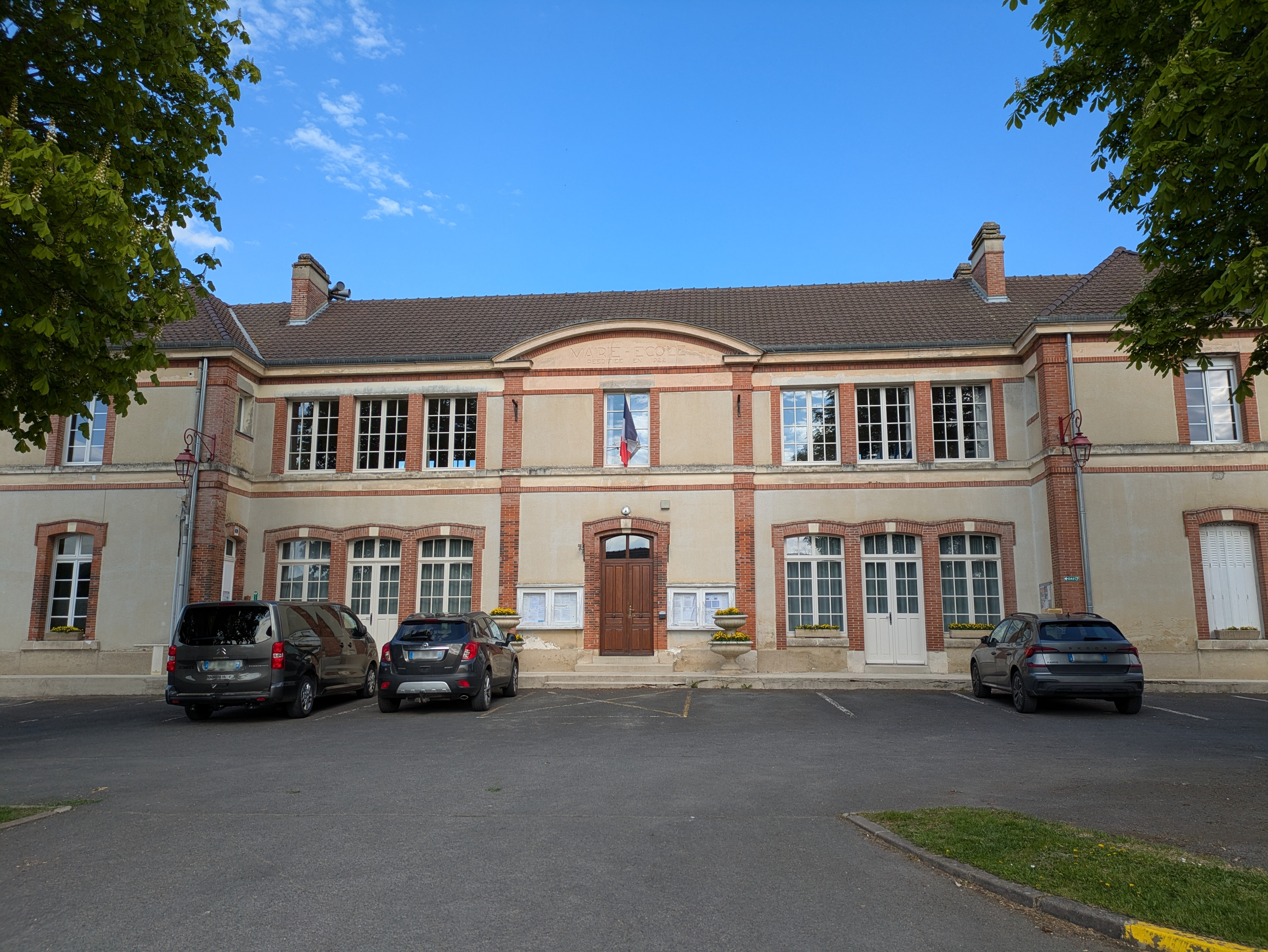
La mairie.

La commune, antérieurement membre de la communauté de communes du Châtillonnais, était membre, depuis le 1er janvier 2014, de la communauté de communes Ardre et Châtillonnais, conformément au schéma départemental de coopération intercommunale de la Marne du 15 décembre 2011, cette communauté de communes Ardre et Châtillonnais est issue de la fusion, au 1er janvier 2014, de la Communauté de communes du Châtillonnais et de la communauté de communes Ardre et Tardenois.
Conformément aux prévisions du nouveau schéma départemental de coopération intercommunale (SDCI) de la Marne du 30 mars 2016, la communauté de communes Ardre et Châtillonnais est supprimée et 8 de ses communes, dont Passy-Grigny, rejoignent, le 1er janvier 2017, la  communauté de communes des Paysages de la Champagne.
Passy-Grigny est par ailleurs membre de plusieurs EPCI sans fiscalité propre : le syndicat intercommunal à vocation unique (SIVU) de la vallée de la Semoigne, le SIVU du Châtillonnais et le syndicat mixte scolaire de Dormans.

### Liste des maires
| Période                                  | Période                       | Identité              | Étiquette | Qualité |
| ---------------------------------------- | ----------------------------- | --------------------- | --------- | --- |
| 1859                                     |                               | M. JEAN Michel-Eugène |           | |
| avant 1874                               | après 1876                    | M. Petit              |           | |
| Les données manquantes sont à compléter. |                               |                       |           | |
| avant 1981                               |                               | Georges Doyen         | DVG-PS    | Conseiller général de Châtillon-sur-Marne (1979 → 1992)                                                        |
| 1999                                     | 2014                          | Anne-Marie Allait     |           | |
| 2014                                     | En cours (au 2 décembre 2020) | Fabrice Hubert        |           | Salarié agricole Vice-président de la CC des Paysages de la Champagne (2017 → ) Réélu pour le mandat 2020-2026 |

### Jumelages
Au 1er janvier 2023, Passy-Grigny n'est jumelée avec aucune ville.

## Équipements et services publics

### Eau et déchets
L'approvisionnement en eau potable et l'assainissement des eaux usées sont des compétences de la communauté de communes des Paysages de la Champagne. La commune de Passy-Grigny est alimentée en eau potable par le captage de la Source de l'Abîme à Sainte-Gemme. La production et la distribution d'eau potable font l'objet d'une délégation de service public confiée à Suez jusqu'en 2029. Passy-Grigny accueille une station d'épuration à boues activées d'une capacité de 500 équivalent-habitants sur son territoire. L'assainissement collectif y est assuré par Veolia dans le cadre d'une délégation de service public confiée par la communauté de communes et courant jusqu'en 2029.
La communauté de communes est également compétente en matière de déchets. La collecte des ordures ménagères résiduelles et des déchets recyclables est réalisée en porte à porte. La communauté de commune adhérant au syndicat de valorisation des ordures ménagères de la Marne (SYVALOM), ces déchets sont amenés au centre de transfert départemental de Pierry puis valorisés sur le site de La Veuve. La collecte du verre et des textiles se fait en apport volontaire. La communauté de communes met par ailleurs six déchèteries à disposition de ses habitants, accessibles après création d'une carte d'accès : à Châtillon-sur-Marne, Damery-Venteuil, Fèrebrianges, Mareuil-le-Port, Montmort-Lucy et Trélou-sur-Marne.

### Enseignement
Passy-Grigny fait partie de l'académie de Reims.
L'école de Passy-Grigny a fermé en septembre 2014.
Les enfants de Passy-Grigny sont depuis accueillis dans les écoles de Verneuil, situées rue du CBR. L'école maternelle, construite en 2001, est gérée par le syndicat intercommunal de la Vallée de la Semoigne et accueille 67 élèves (chiffres 2024-2025). L'école primaire, construite en 2014, est gérée par le syndicat intercommunal Élémentaire et accueille 113 élèves (chiffres 2024-2025). Outre les petits Passiats-Grigniats, les écoles accueillent également les enfants de Champvoisy, Sainte-Gemme, Verneuil et Vincelles.
Les jeunes de Passy-Grigny sont ensuite rattachés au collège Claude-Nicolas-Ledoux de Dormans et au lycée Stéphane-Hessel d'Épernay.

### Postes et télécommunications
Deux boîtes aux lettres de La Poste se trouvent sur le territoire de la commune : rue de Pareuil et aux Rosiers. Les bureaux de poste les plus proches sont situés à Troissy, Dormans et Châtillon-sur-Marne.

### Justice, sécurité et secours
Du point de vue judiciaire, Passy-Grigny relève du conseil de prud'hommes, du tribunal de commerce, du tribunal judiciaire, du tribunal paritaire des baux ruraux et du tribunal pour enfants de Reims, dans le ressort de la cour d'appel de Reims. Pour le contentieux administratif, la commune dépend du tribunal administratif de Châlons-en-Champagne et de la cour administrative d'appel de Nancy.
Passy-Grigny est située en secteur Gendarmerie nationale et dépend de la brigade de Châtillon-sur-Marne.
En matière d'incendie et de secours, le centre d'incendie et de secours le plus proche est celui de Dormans, dépendant du Service départemental d'incendie et de secours (SDIS) de la Marne.

## Population et société

### Démographie
L'évolution du nombre d'habitants est connue à travers les recensements de la population effectués dans la commune depuis 1793. Pour les communes de moins de 10 000 habitants, une enquête de recensement portant sur toute la population est réalisée tous les cinq ans, les populations de référence des années intermédiaires étant quant à elles estimées par interpolation ou extrapolation. Pour la commune, le premier recensement exhaustif entrant dans le cadre du nouveau dispositif a été réalisé en 2004.

En 2022, la commune comptait 373 habitants, en évolution de −1,32 % par rapport à 2016 (Marne : −1,19 %, France hors Mayotte : +2,11 %).
| 1793 | 1800 | 1806 | 1821 | 1831 | 1836 | 1841 | 1846 | 1851 |
| ---- | ---- | ---- | ---- | ---- | ---- | ---- | ---- | ---- |
| 619  | 645  | 745  | 738  | 757  | 765  | 720  | 732  | 743  |

| 1856 | 1861 | 1866 | 1872 | 1876 | 1881 | 1886 | 1891 | 1896 |
| ---- | ---- | ---- | ---- | ---- | ---- | ---- | ---- | ---- |
| 702  | 735  | 758  | 692  | 640  | 654  | 672  | 661  | 700  |

| 1901 | 1906 | 1911 | 1921 | 1926 | 1931 | 1936 | 1946 | 1954 |
| ---- | ---- | ---- | ---- | ---- | ---- | ---- | ---- | ---- |
| 648  | 624  | 606  | 574  | 545  | 473  | 471  | 446  | 420  |

| 1962 | 1968 | 1975 | 1982 | 1990 | 1999 | 2004 | 2006 | 2009 |
| ---- | ---- | ---- | ---- | ---- | ---- | ---- | ---- | ---- |
| 418  | 421  | 410  | 409  | 383  | 375  | 385  | 388  | 379  |

| 2014 | 2019 | 2022 | - | - | - | - | - | - |
| ---- | ---- | ---- | - | - | - | - | - | - |
| 379  | 383  | 373  | - | - | - | - | - | - |

### Sports et loisirs
La commune compte un terrain de tennis et une salle polyvalente.

### Cultes
Pour le culte catholique, Passy-Grigny dépend de la paroisse Saint-Hildegrin - Vallée de la Marne au sein du diocèse de Châlons-en-Champagne.

### Médias
La presse écrite régionale comprend le quotidien L'Union et l'hebdomadaire L'Hebdo du vendredi.
Parmi les stations de radio locales, il est possible de citer Ici Champagne-Ardenne et Champagne FM.

## Économie

### Revenus de la population et fiscalité
En 2021, la commune compte 168 ménages fiscaux, regroupant 379 personnes.
Le revenu disponible par unité de consommation est alors de 25 300 €, supérieur à celui de la communauté de communes des Paysages de la Champagne (24 050 €), du département de la Marne (22 830 €) et de la France métropolitaine (23 080 €).
Pour des raisons de secret statistique, le taux de pauvreté à Passy-Grigny n'est pas communiqué par l'Insee.

### Emploi
Passy-Grigny appartient à la zone d'emploi d'Épernay.
En 2021, le taux d'activité des 15-64 ans est de 78,2 %, proche de celui de la communauté de communes (79,7 %) et supérieur au taux d'activité du département (74 %) et de la France métropolitaine (74,9 %). Pour cette même catégorie de population, le taux de chômage est de 5,8 % contre 8 % pour la communauté de communes, 12,1 % pour la Marne et 11,7 % pour la France métropolitaine.
En 2021, Passy-Grigny compte 127 emplois, dont 61,6 % de salariés et 38,4 % de non-salariés. Avec 178 actifs y résidant, la commune a alors un indicateur de concentration d'emploi de 71,4. Dans les faits, 32,9 % des actifs résidant à Passy-Grigny y travaillent tandis que 67,1 % travaillent dans une autre commune.

### Entreprises et commerces
En 2022, la commune compte 34 établissements économiquement actifs (hors agriculture).
Les habitants de Passy-Grigny doivent se rendre à Dormans pour accéder aux commerces et aux principaux services.

### Agriculture et tourisme

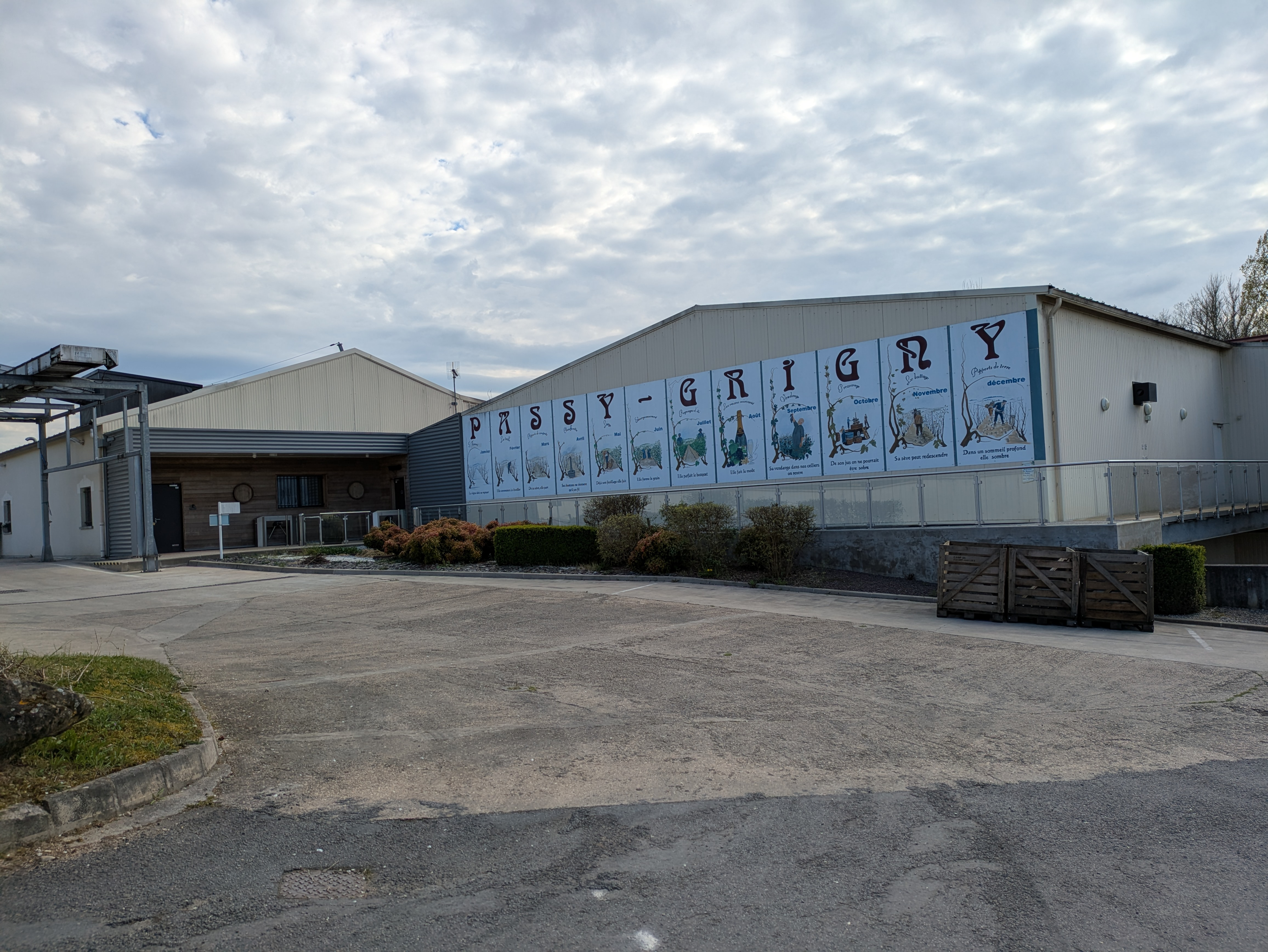
La coopérative viticole de Passy-Grigny.

En 2020, Passy-Grigny compte 63 exploitations agricoles, pour une surface agricole utilisée de 599 hectares et 105 emplois à temps plein.
Si la majorité des surfaces agricoles du territoire sont consacrées aux céréales et aux protéagineux, notamment au nord et à l'est de Passy-Grigny, celles-ci sont exploitées par des agriculteurs situés hors de la commune.
Selon l'Agreste, la production agricole de la commune est spécialisée dans la viticulture. En 2013, 210 hectares de terres agricoles de Passy-Grigny font en effet partie de l'appellation d'origine contrôlée « champagne ».
La coopérative viticole de Passy-Grigny est fondée en 1929 à l'initiative du curé du village, l'abbé Caudron. Elle réunit en 2014 75 exploitants pour 130 hectares de vignes. En 2010, la coopérative se met à l'œnotourisme et ouvre un lieu de visite et de découverte, musée dédié à l'art du Champagne. Le site accueille environ 4 000 visiteurs par an (chiffres de 2013).
En matière de tourisme, la commune accueille également plusieurs gites et chambres d'hôtes.

## Culture locale et patrimoine

### Lieux et monuments
- L'église Saint-Pierre-Saint-Paul, d'architecture romane, date des XIIe, XIIIe et XVe siècles et est classée monument historique depuis le 10 décembre 1922[77]. À l'intérieur, on trouve trois statues en bois peint du XVIe siècle inscrites en tant qu'objet au titre des monuments historiques : une statue d'un moine tenant un livre[78] et deux statues de saint Sébastien[79],[80].
- La vieille tour du château de Grigny[81].
- Le lavoir de Grigny, en pierre calcaire[82] et à deux pans de toit[81].
- Les vestiges de la commanderie de Passy-Grigny : la chapelle du XIIIe siècle et la source Saint-Antoine, à la ferme du Temple[83].

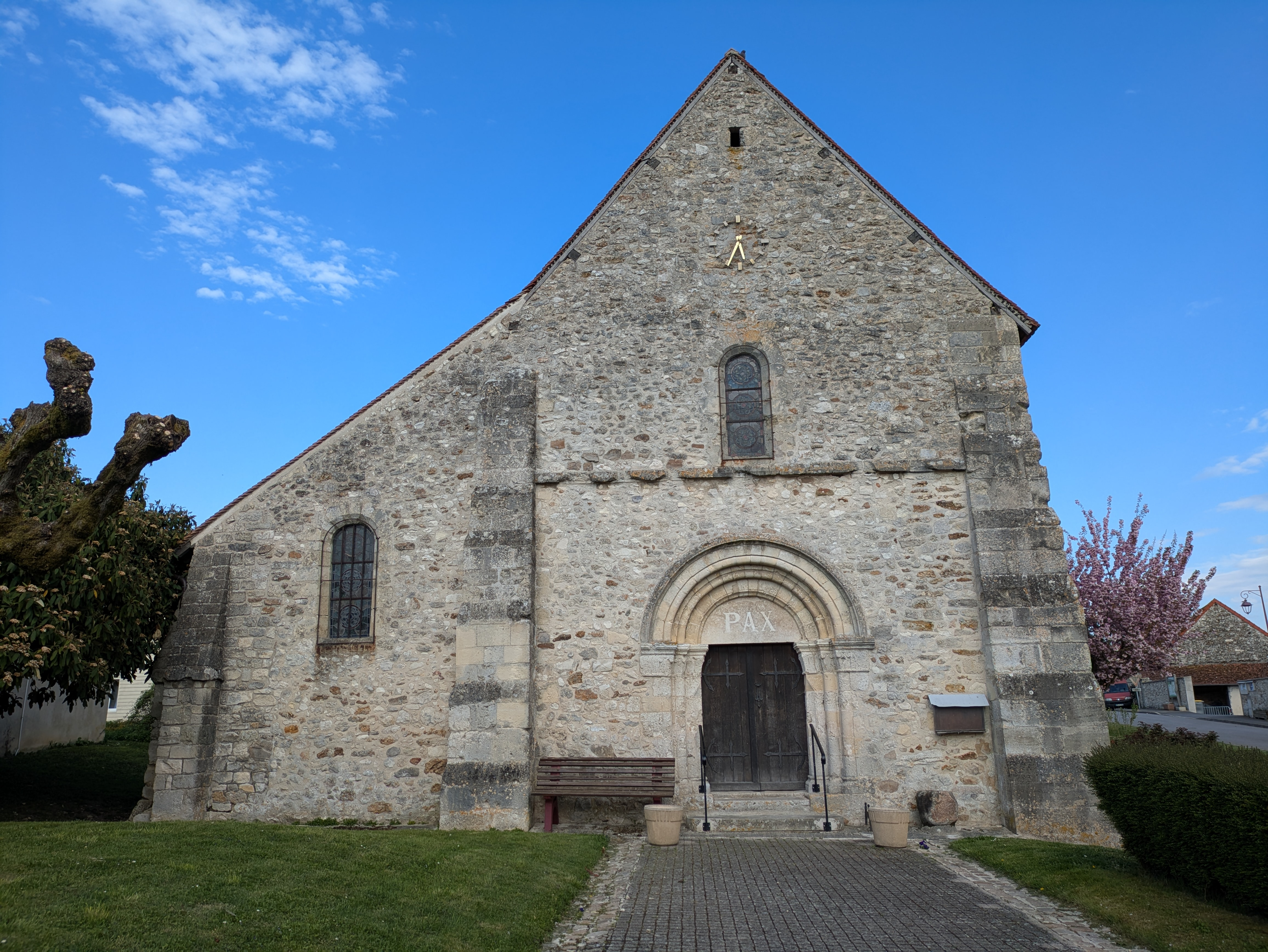
La façade de l'église Saint-Pierre-et-Saint-Paul.
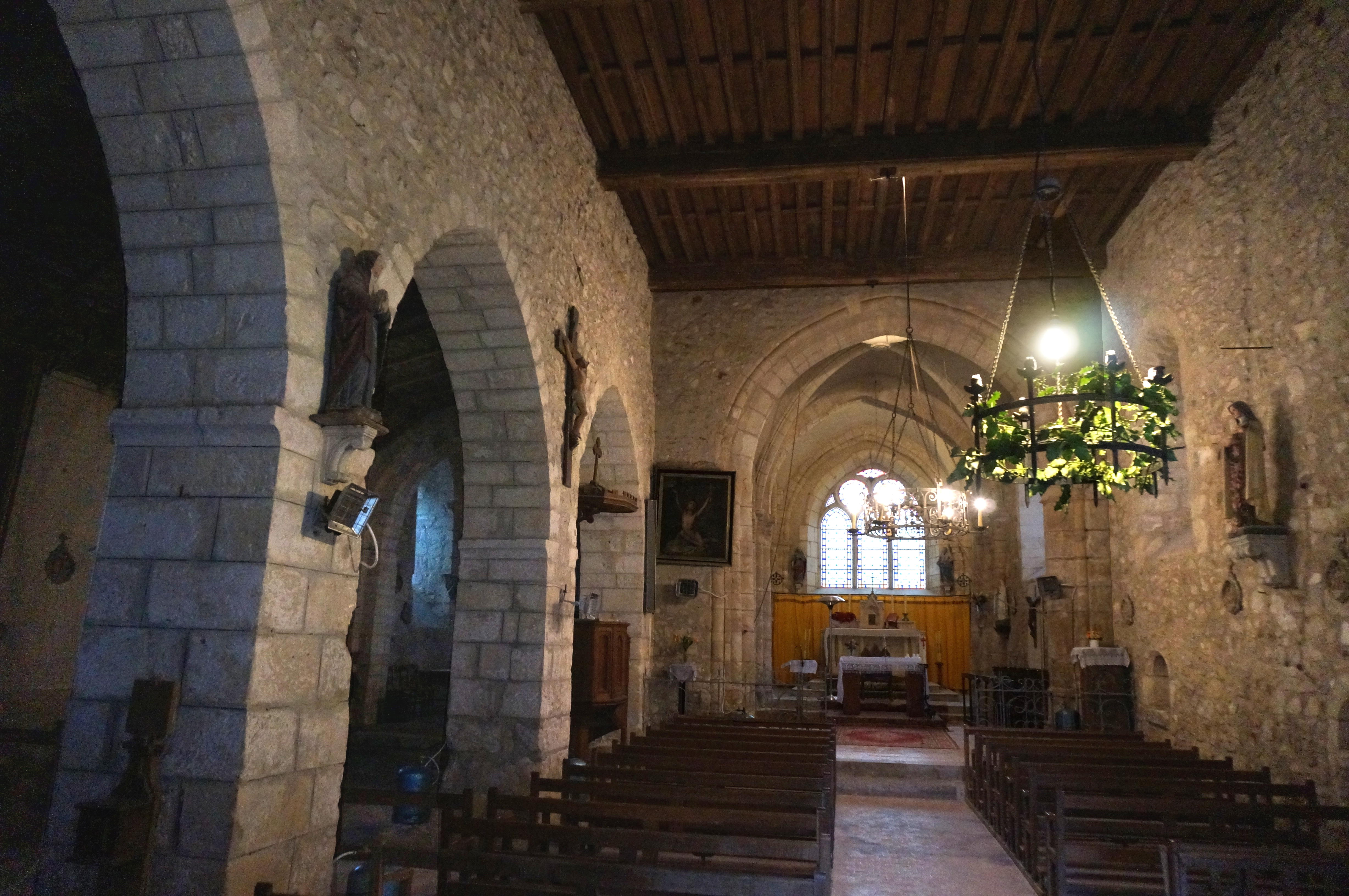
La nef de l'église.
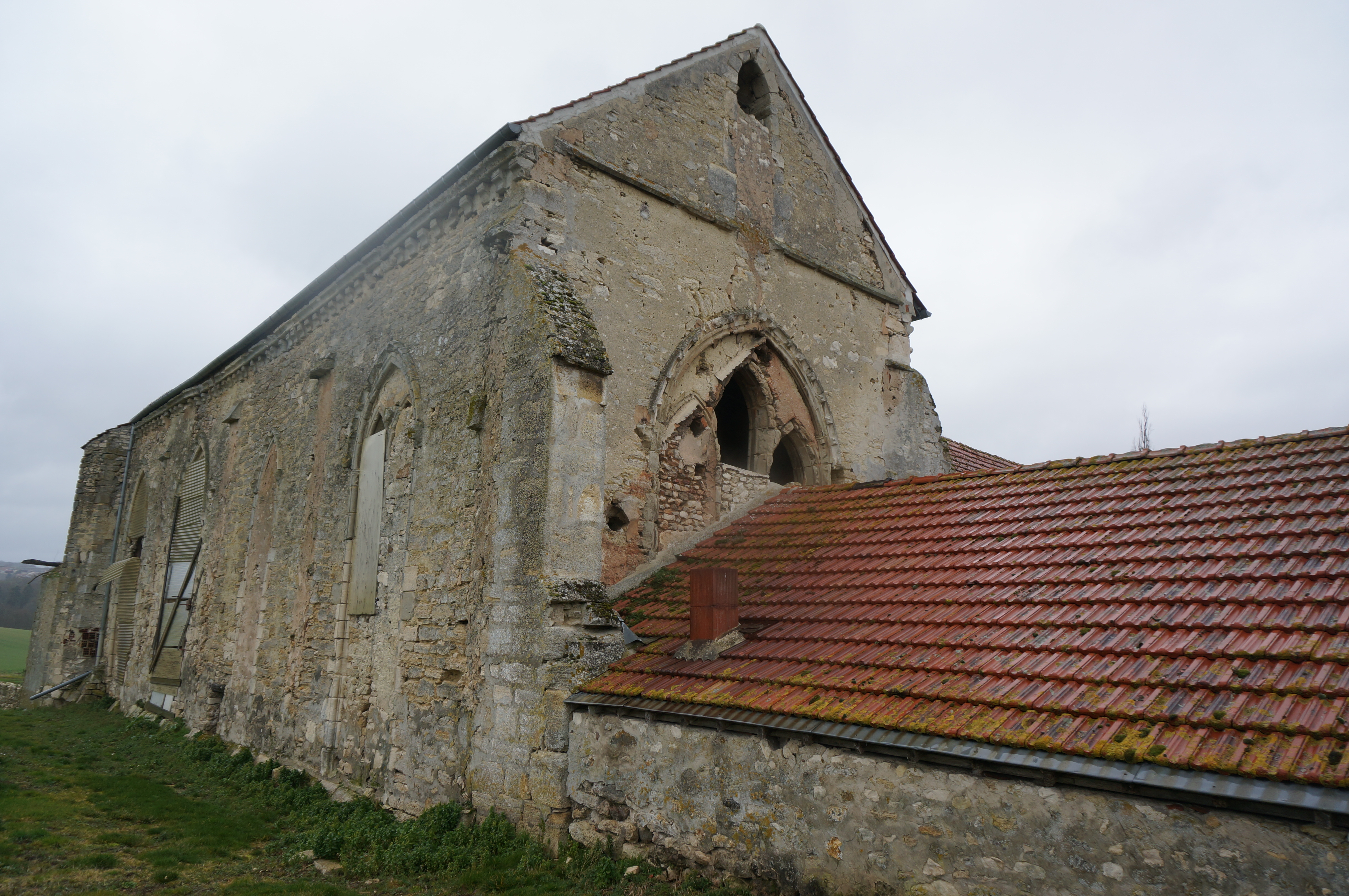
La chappelle de l'ancienne commanderie.

### Héraldique
| Armes de Passy-Grigny | Les armes de la commune se blasonnent ainsi : d'or à la pointe d'azur chargée d'une clef du champ et d'une épée d'argent garnie aussi d'or passées en sautoir, surmontée d'une croisette pattée de gueules accostée de deux lions affrontés de sable armés, lampassés et couronnés aussi de gueules. |

### Personnalités liées à la commune
- Nicolas de Grigny (1672-1703), musicien[81].